# Jardin botanique de l'Arquebuse de Dijon
 (avril 2017).
Si vous disposez d'ouvrages ou d'articles de référence ou si vous connaissez des sites web de qualité traitant du thème abordé ici, merci de compléter l'article en donnant les références utiles à sa vérifiabilité et en les liant à la section « Notes et références ».
Le jardin botanique de l'arquebuse de Dijon est un jardin botanique municipal créé en 1833 à Dijon, riche d'environ 3 500 espèces de plantes botaniques de Bourgogne et du monde entier, réparties sur plus de 5 hectares avec jardin public, arboretum, roseraie, muséum d'histoire naturelle et planétarium.

## Historique
En 1543, la « compagnie des arquebusiers du roi de Dijon » s'installe dans les bâtiments, parc et jardin de ce domaine, derrière l'actuelle gare de Dijon-Ville, aux portes du centre ville. Au XVIIIe siècle, le dernier capitaine de la compagnie, Marc-Antoine Chartraire de Montigny (1703-1749), fait restaurer et embellir jardins et bâtiments à ses frais.

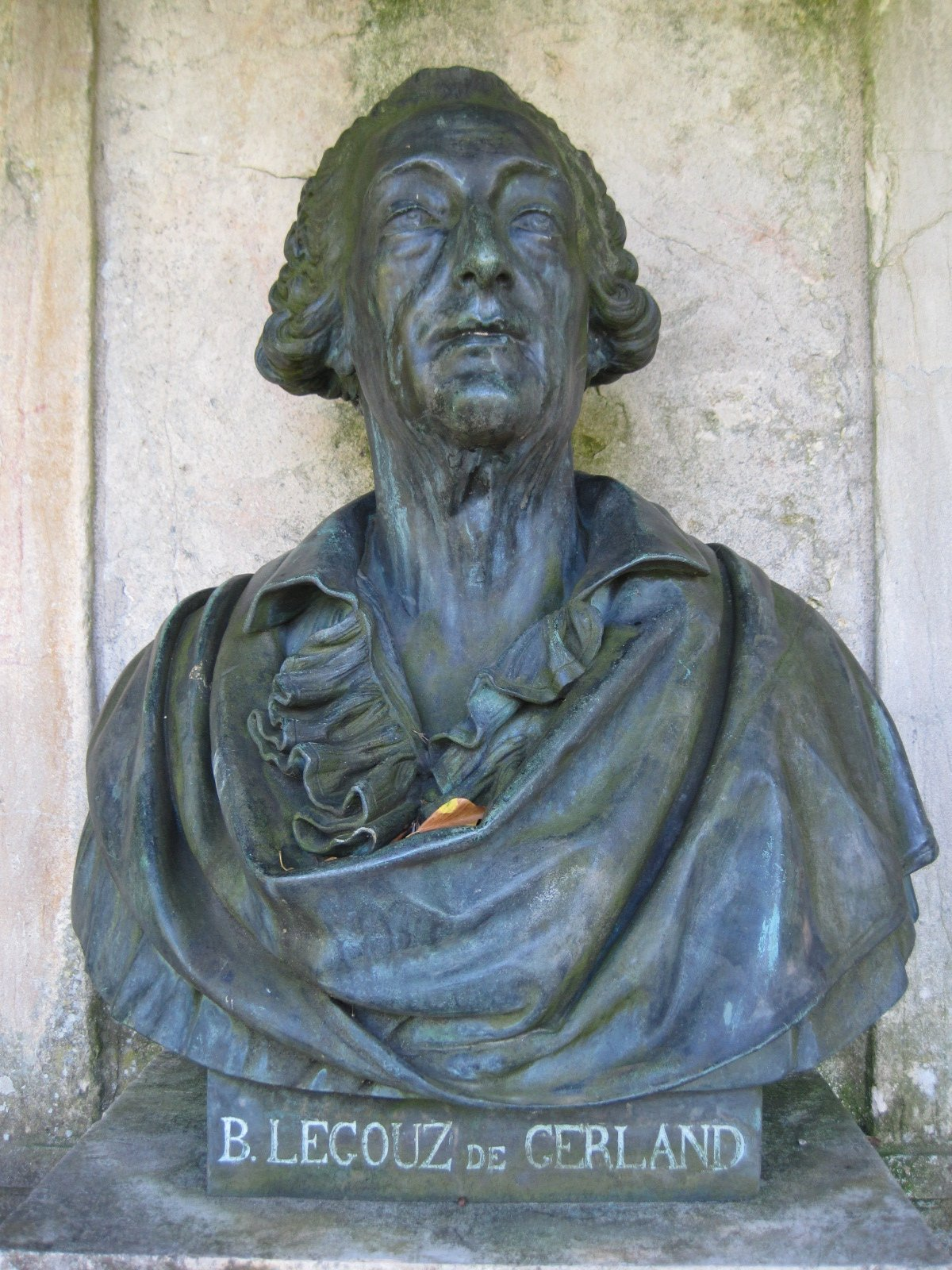
Bénigne Le Gouz de Gerland
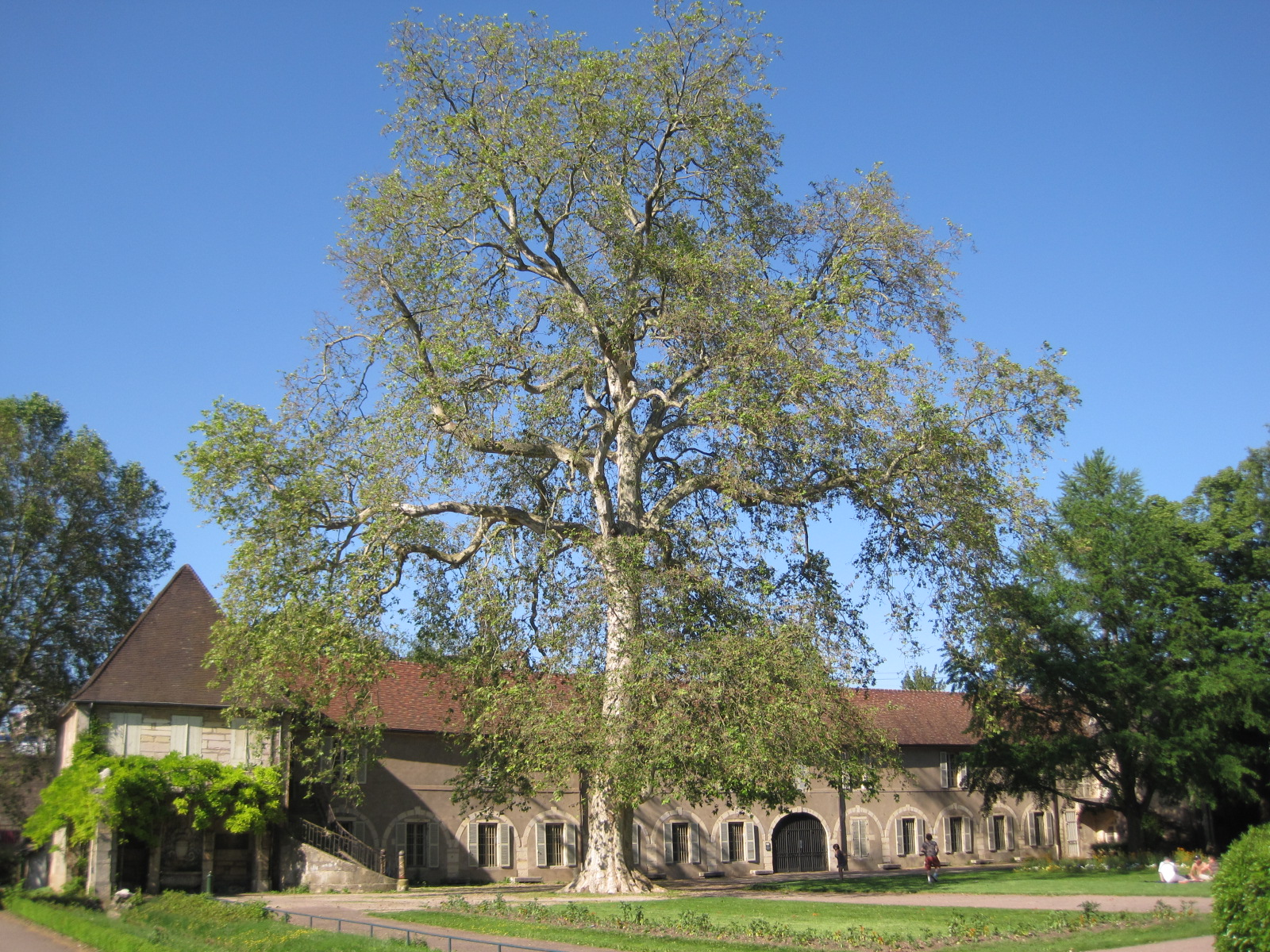
Bâtiment des arquebusiers

En 1771, Bénigne Le Gouz de Gerland fonde le premier jardin botanique de Dijon sur l'actuel boulevard Voltaire. Le jardin est transféré en 1833 au domaine de la compagnie des arquebusiers, cédé à la ville en 1808.

## Description
Le parc et jardin botanique de Dijon, orné de statues, d'un temple de l'Amour, et traversé par le Raines, petit ruisseau sur lequel vivent des cygnes et des canards, est constitué :
- du « Muséum d'histoire naturelle de Dijon » inauguré en 1836 dans les anciens bâtiments de la compagnie des arquebusiers. Il présente des expositions permanentes (Pavillon de l'Arquebuse) et temporaires (Pavillon du Raines) en zoologie, géologie, paléontologie, ethnographie et minéralogie.
- du « planétarium Hubert Curien » (éminent physicien, « père » de la fusée Ariane et ancien ministre de la Recherche et de l'Espace de 1988 à 1993) avec une coupole de 10 m de diamètre.
- d'un arboretum de près de 600 feuillus et 100 variétés de conifères.
- d'une roseraie de 280 m² de plus de 230 espèces de roses / rosiers.

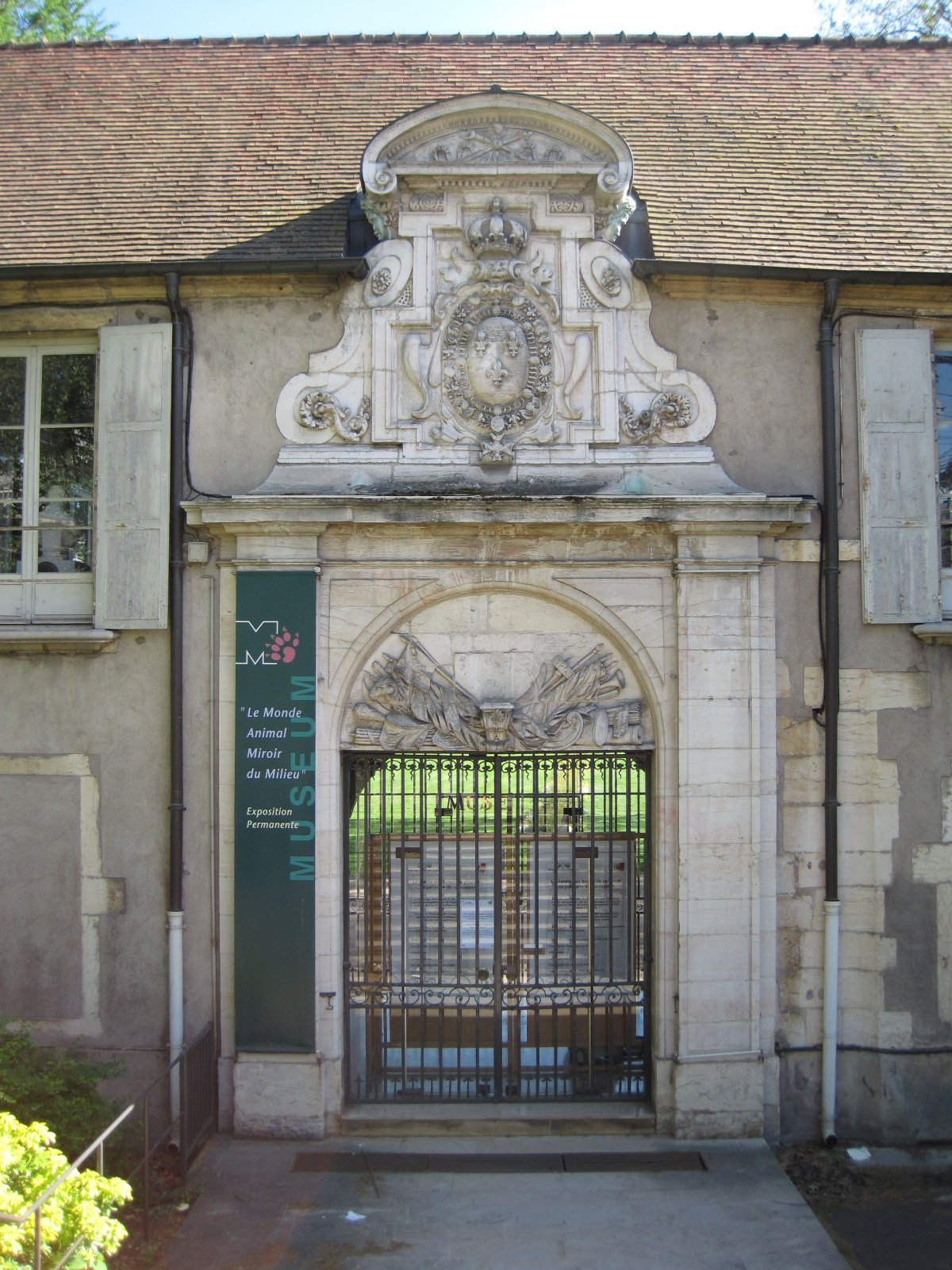
Entrée du muséum d'histoire naturelle et d'ethnologie
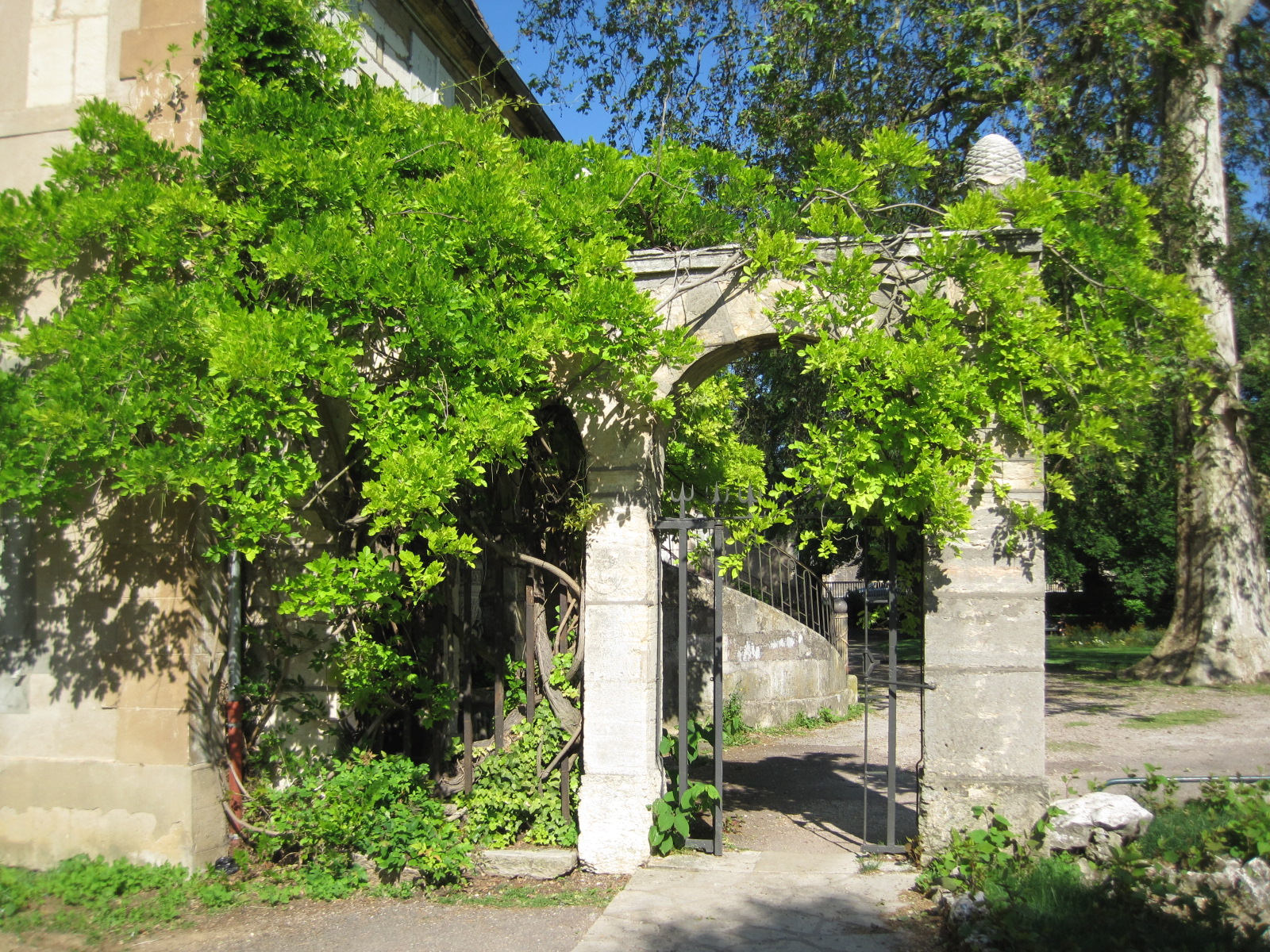
Vestige d'un portail donnant sur le muséum d'histoire naturelle et d'ethnologie
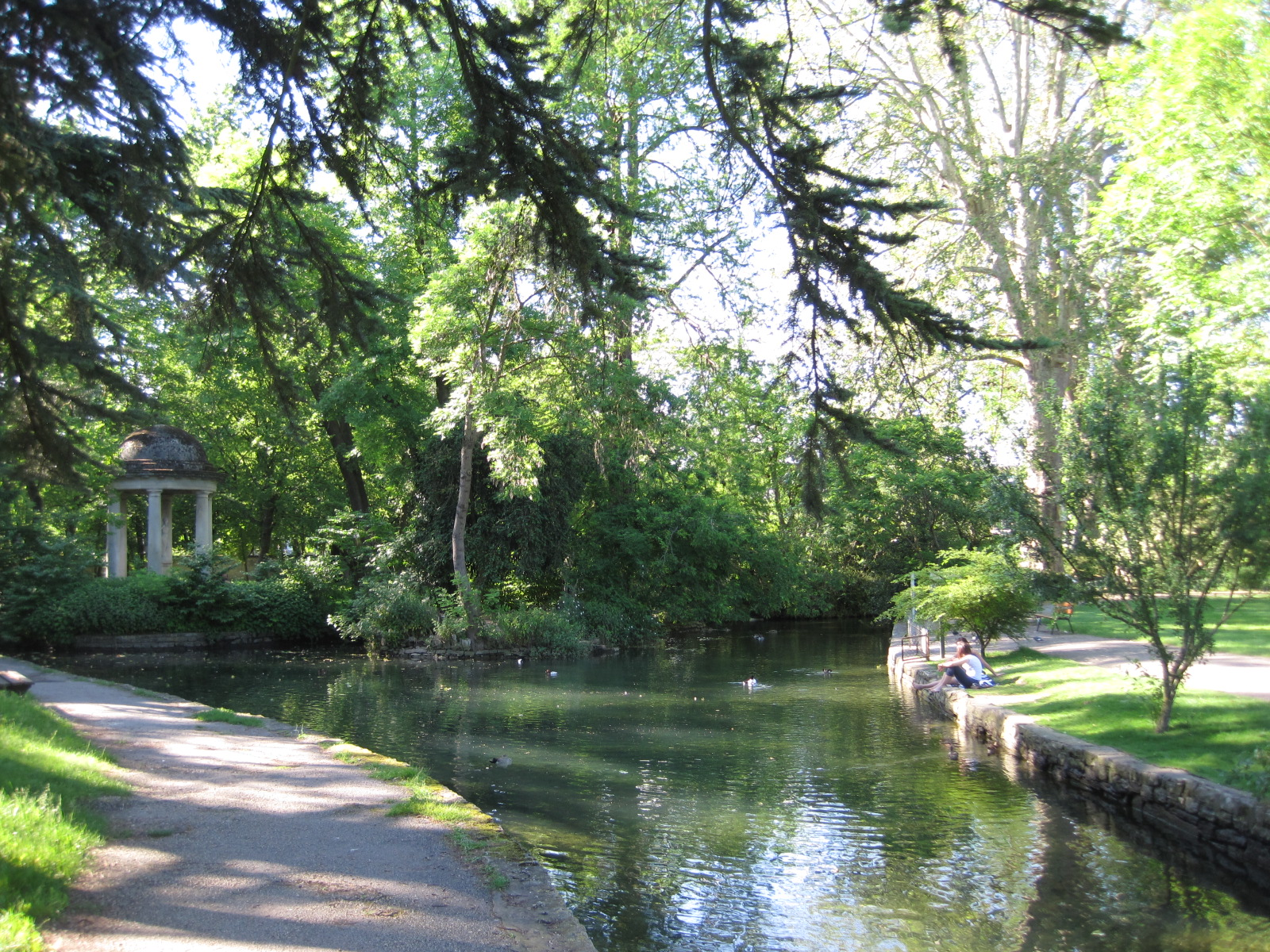
Le Raines, ruisseau où vivent cygnes et canards
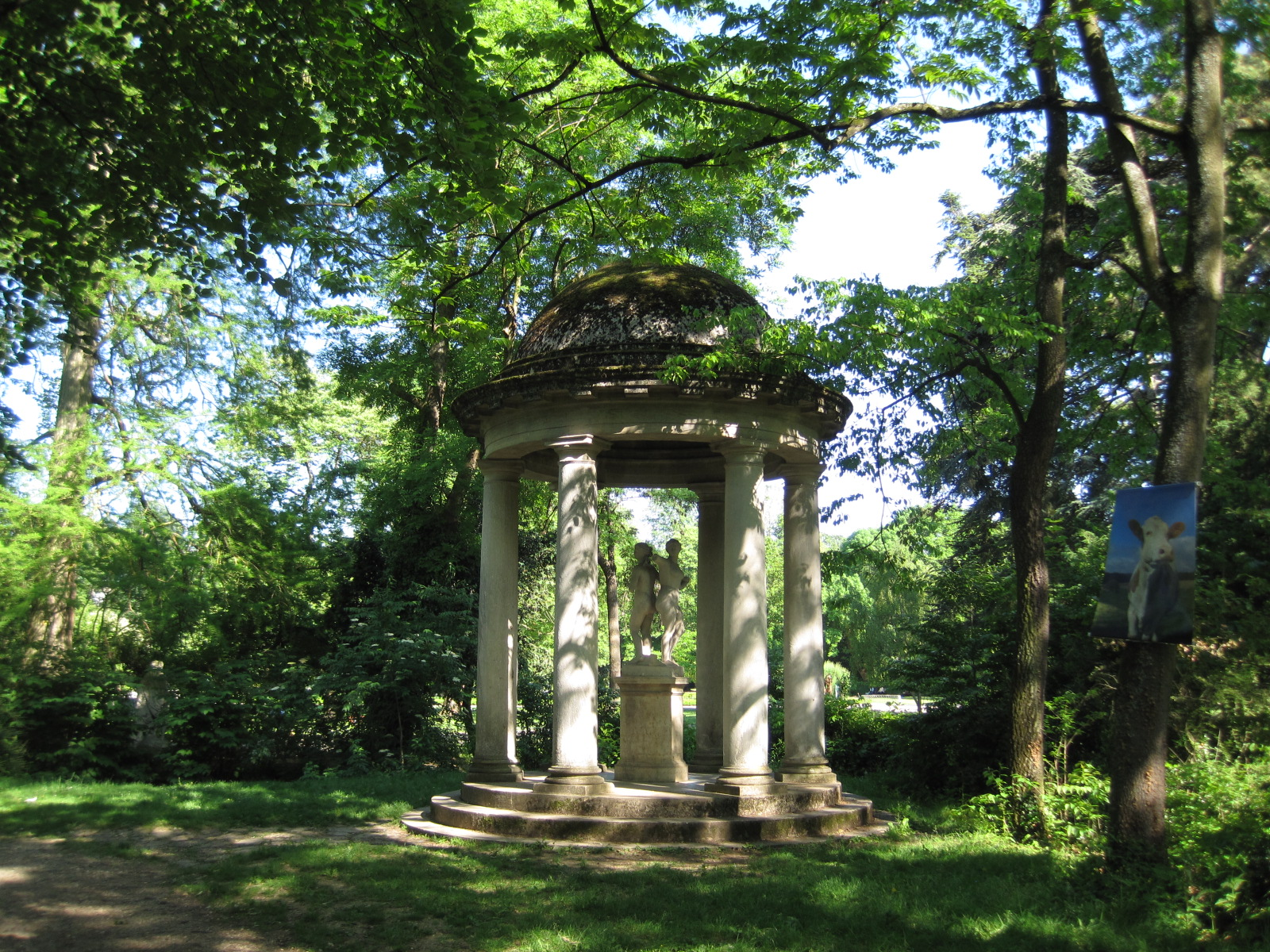
Temple de l'Amour
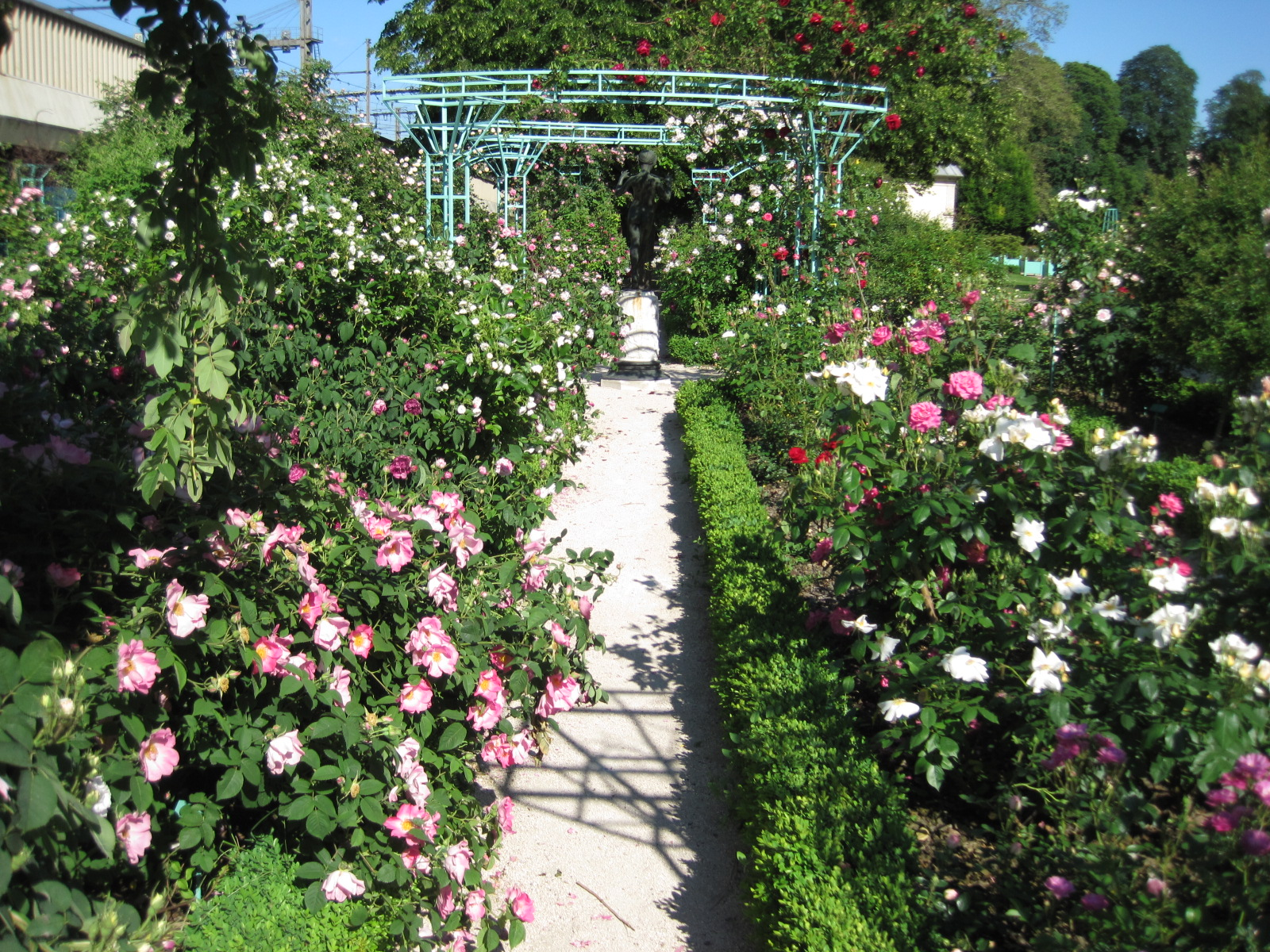
Roseraie
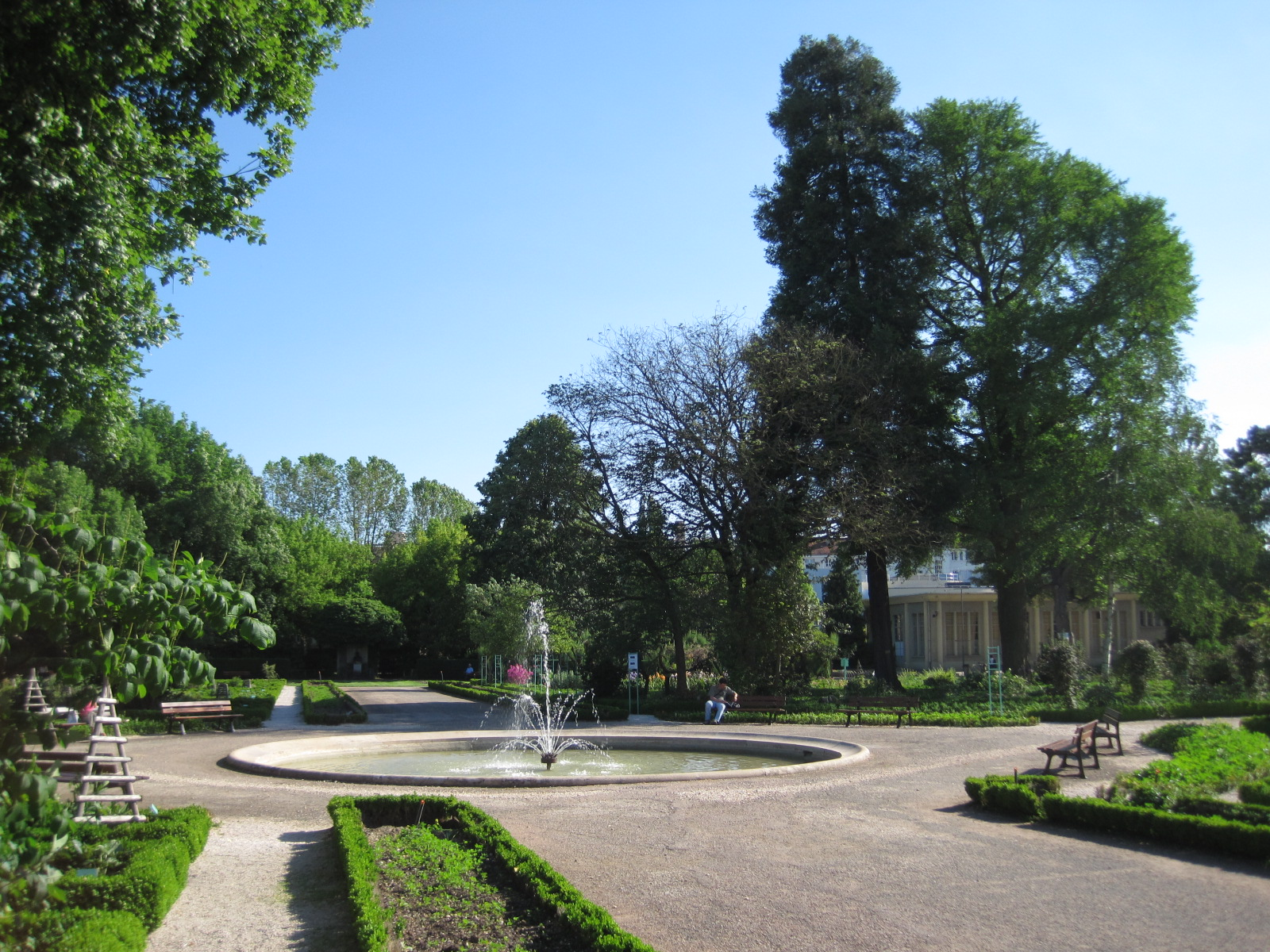
Fontaine
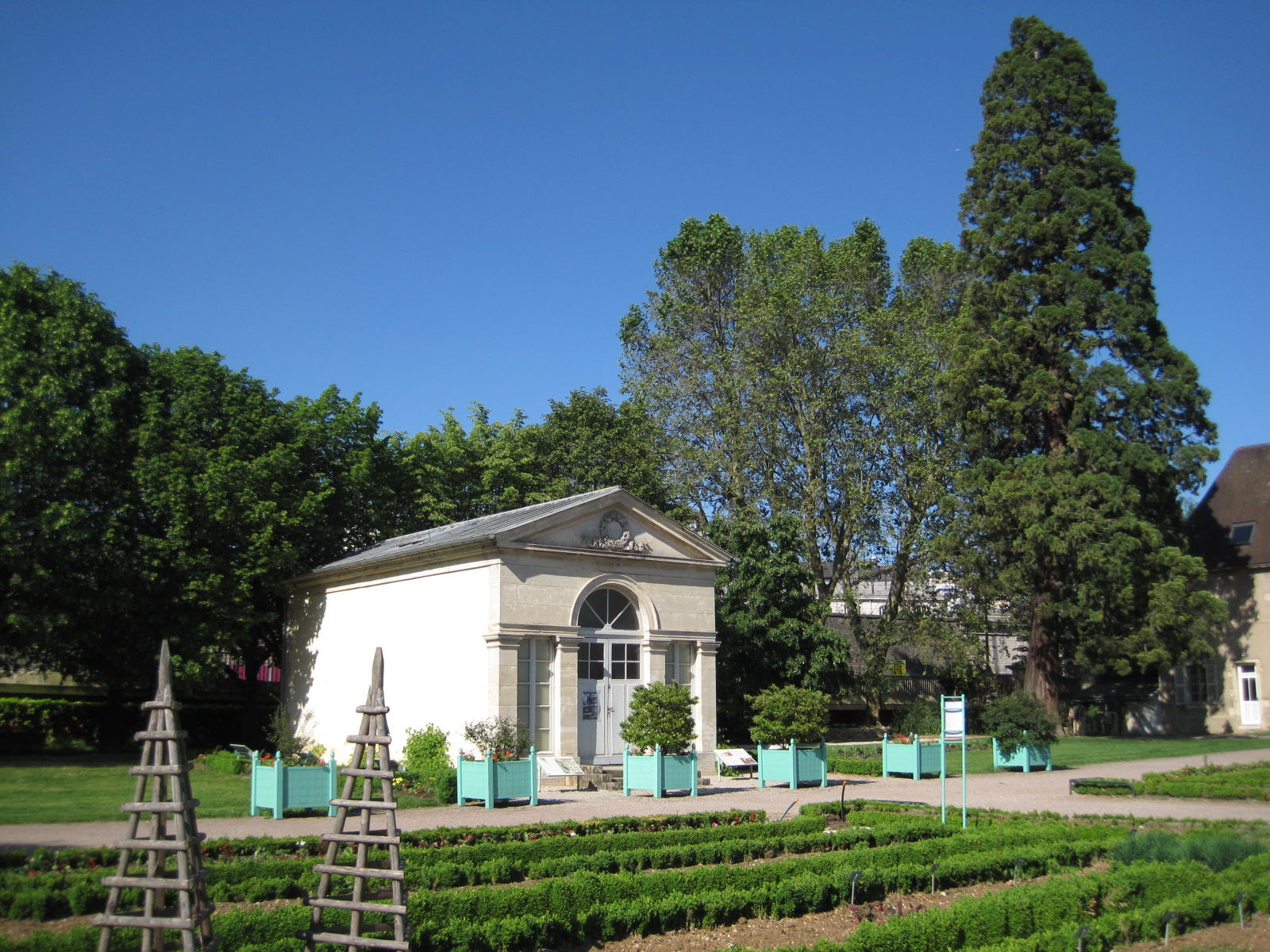
La petite Orangerie construite en 1833
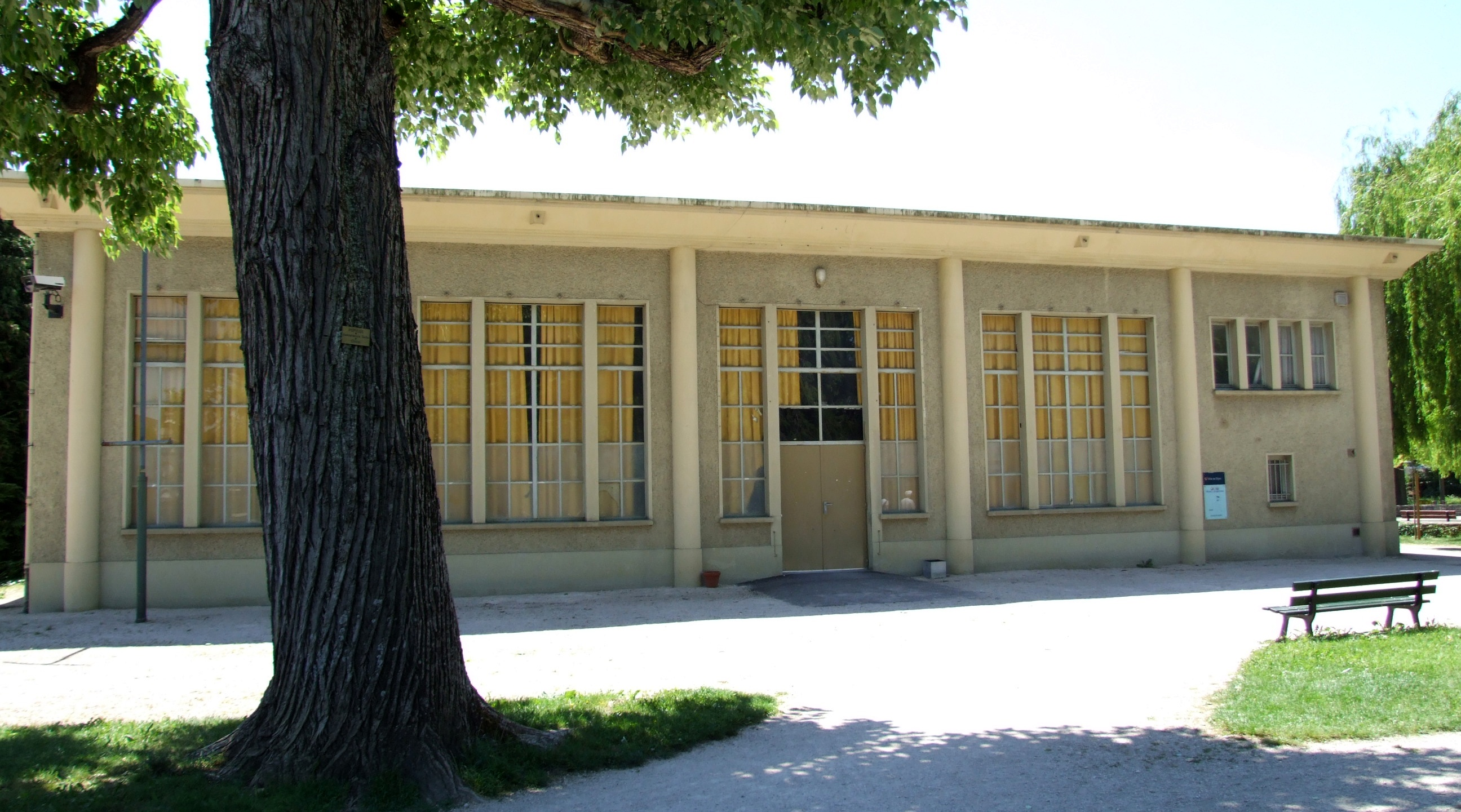
La grande Orangerie dédiée aux expositions
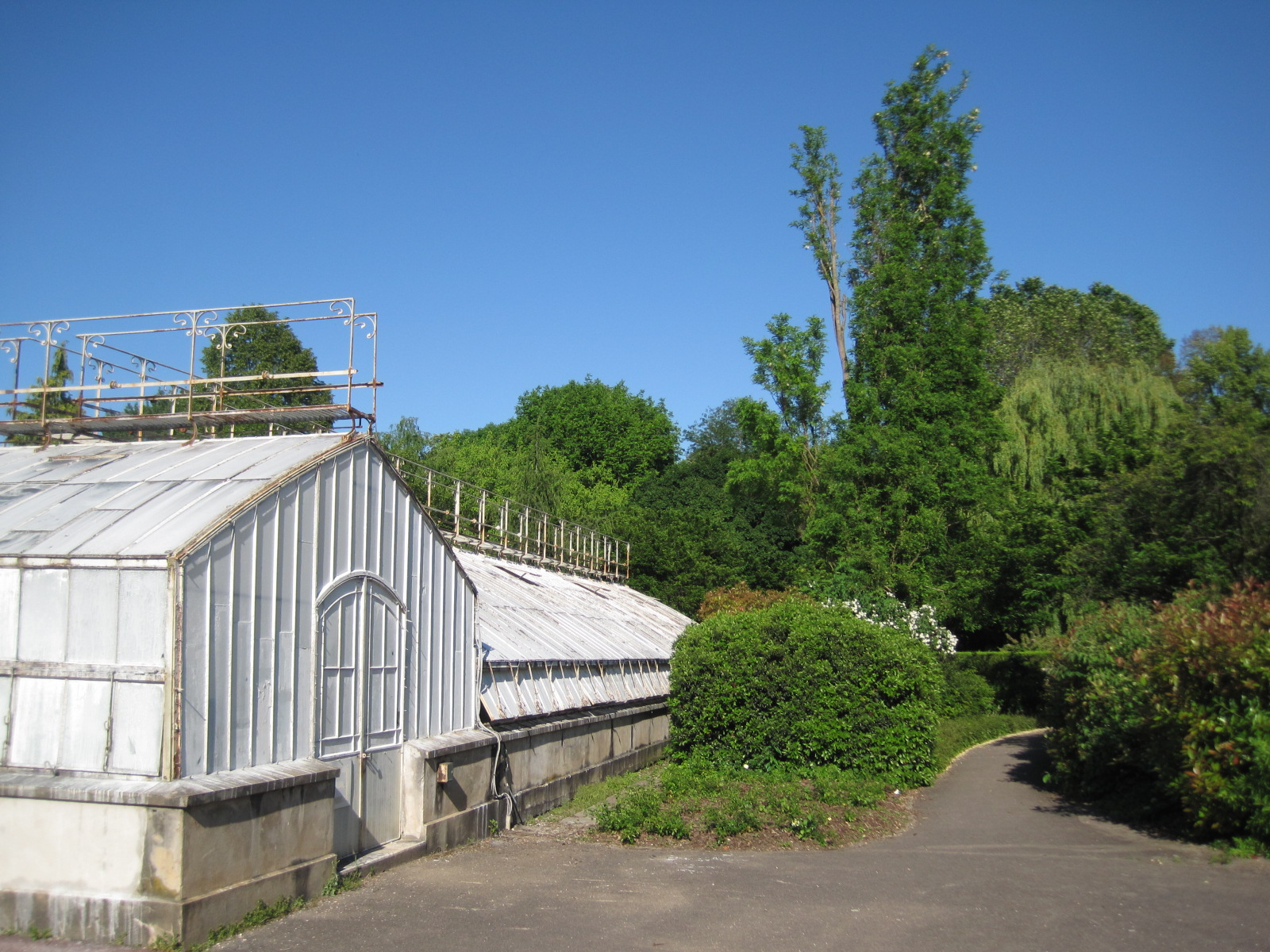
Serres
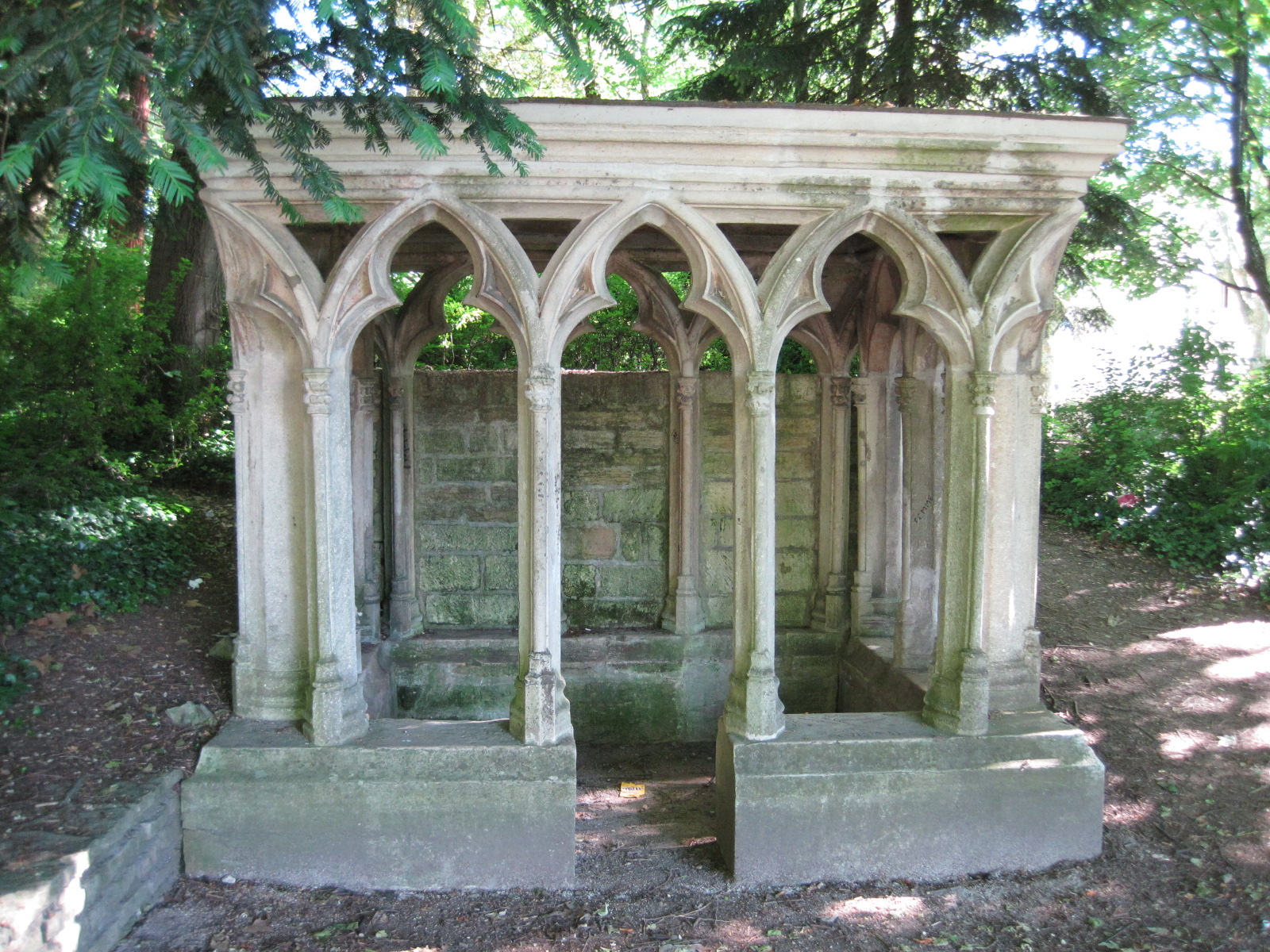
logettes, vestiges du cloître de la Chartreuse de Champmol
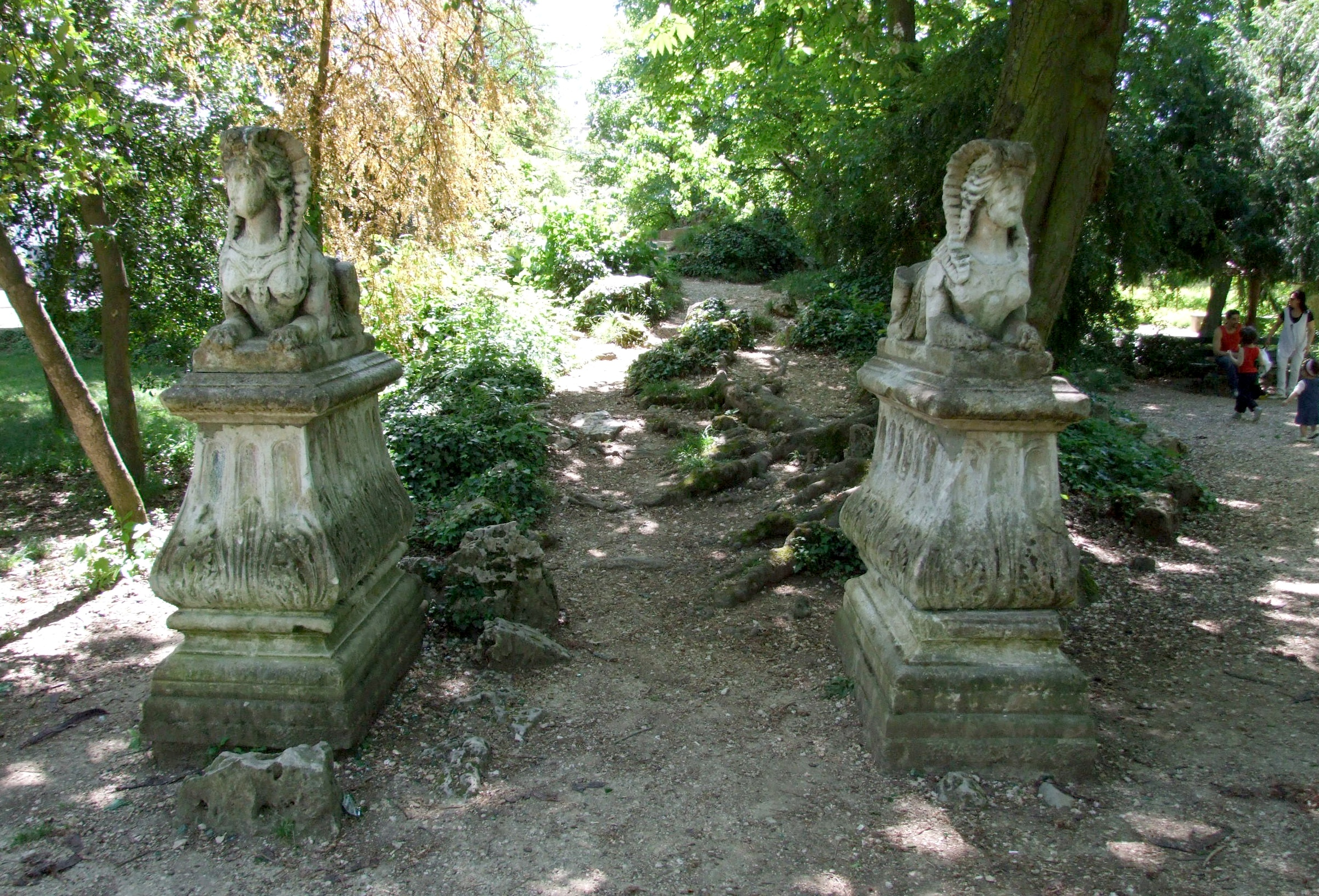
Sphinx
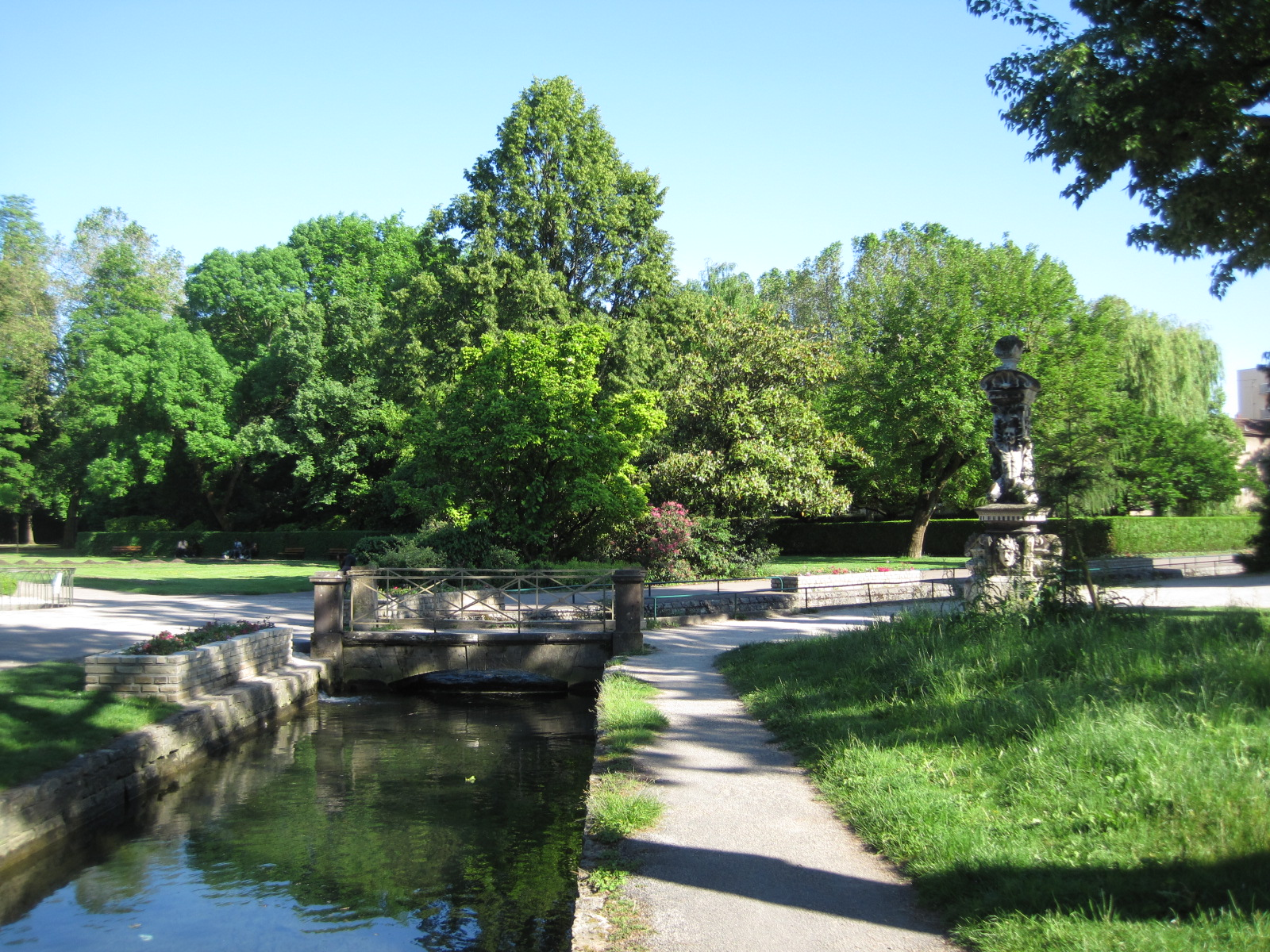
Petit pont
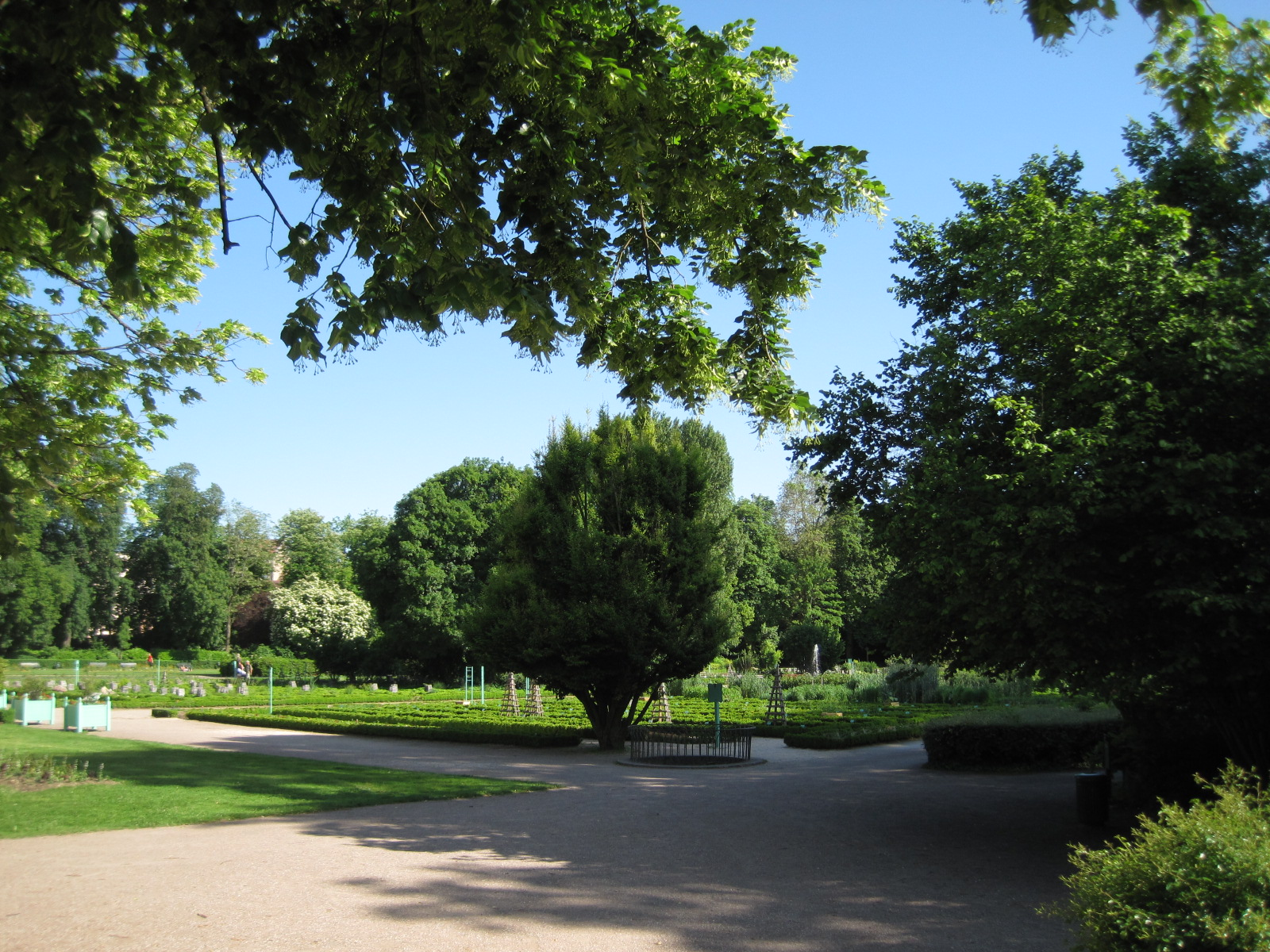
les jardins et son petit bassin